# 대니얼 D. 톰킨스
대니얼 D. 톰킨스(Daniel D. Tompkins, 1774년 6월 21일 ~ 1825년 6월 11일)은 미국의 정치인으로 4대 뉴욕주지사 (1807년 ~ 1817년)와 6대 부통령 (1817년 ~ 1825년)을 지냈다.

## 어린 시절
뉴욕주 스카스데일에서 조너선 톰킨스와 세라 하이얏에게 태어난 톰킨스는 10명의 형제·자매가 있다.
컬럼비아 대학교에서 수학한 그는 1795년에 졸업하여 후에 법률을 수학하고 1799년 법정 시험을 택하였다.

## 경력
톰킨스는 자신이 뉴욕주 헌법 회의로 대표로 만들어졌을 때 자신의 정치 경력을 시작하였다. 그의 정치 경력의 첫 10년간 세월은 빠르게 흘러갔고 정치 체계에서 그의 승진들은 더욱 빨리 흘러갔다고 한다. 1803년 톰키스는 뉴욕주 회의 의원으로서 일하였다. 다음해 그는 연방 하원이 되는 데 선거인이었으나 이 직위에 거절하였다. 그는 대신 뉴욕주 대법원에서 배심 판사로 일하여 1807년까지 이 직위를 보유하였다.
1807년 후순에 톰킨스는 새로운 뉴욕주지사로 선출되었다. 이 것은 그가 놓칠 수 없던 기회였다. 주지사로서 일하는 동안 그는 주에서 어떤 개혁들을 이루었다. 그가 했던 것들 중의 하나는 용선 은행의 발전을 막는 것이었으나 더욱 나은 학교들과 범죄를 위한 적은 처벌들을 격려하였다.
뉴욕주지사로서 그의 시간 동안 톰킨스에게 피해를 준 주요한 것들 중에 하나는 1812년 전쟁의 스트레스 요인이었다. 이 전쟁 동안 그는 뉴욕주 시민군을 동원하는 것에 업무를 맡았다. 그는 이 일을 일어나게 하는 데 기금을 빌려야 했다. 하지만 주의 입법부는 그에게 기금을 주려고 하지 않아 그는 자신 소유의 돈을 써야 했으며 그렇게 하는 데 대출이 그의 이름에 반출되었다. 전쟁이 끝난 후, 뉴욕주는 그에게 많은 재정 문제들을 일으킨 것으로 그를 상환하지 않았다.
주지사로서 일한 동안 톰킨스가 했던 주목할 만한 것들 중의 하나는 뉴욕주에서 노예제를 끝내는 데 노력한 것이었다. 1799년 후에 태어난 전체의 노예들은 자신들이 성인이 될 때까지 계약 하인으로 일해야 할 것을 진술한 법률이 그해 통과되었다. 하지만 톰킨스는 1799년 이전에 태어난 아무 노예들이 1827년 자유의 몸이 될 법률 (1817년)을 통과시키는 데 도움을 주었다. 1840년대까지 이 법률의 부분 때문에 뉴욕주에서 등록된 아무 노예들이 없었다.
또한 여기에 일한 동안 그는 1814년 제임스 매디슨 아래 국무장관이 되는 데 제공되었다. 이 것은 톰킨스가 거절하려고 말았던 또 다른 직위였다. 하지만 그는 제임스 먼로에게 부통령을 위하여 출마하는 데 의문되었다. 그는 기쁘게 이 직위를 택하였다.
1817년 그는 다시는 주지사 (1807년과 1817년 사이에 몇번이나 재선되면서)를 위하여 출마하지 않았으나 대신 부통령으로서 자신의 새로운 역할을 자랑스럽게 택하였다. 톰킨스는 그해 3월 4일 공식적으로 미국의 부통령으로서 취임되었다. 그는 4년 후에 부통령으로서 재선되었다. 하지만 그는 자신이 재정적으로 분투하면서 이번 임기의 1년 동안만 재직하였다. 그는 1812년 전쟁 동안 자신이 쓴 돈을 위하여 보상을 받는 데 노력하여 이 시간의 거의를 보냈다.
1820년 톰킨스는 자신이 아직도 부통령이었던 동안 다시 뉴욕주지사를 위하여 출마하였지만 이 선거를 이기지 않았다.

## 수상과 성취들
톰킨스는 권위있는 미국 골동품 수집가 사회의 회원이었으며 뉴욕주 총본부에서 단장으로 활동한 프리메이슨이었다.

## 가족
톰킨스는 1798년 한나 민손과 결혼하여 함께 8명의 자녀들을 두었다. 부부는 톰킨스의 사망까지 행복하게 결혼되었다.

## 알콜 중독과 사망
부통령을 지낸 동안 그리고 그 후에 그의 재정적 분투와 그것과 함께 온 불쌍한 감정은 그를 그의 건강에 해로운 알콜 중독으로 몰았다. 이 건강 악화는 후에 1825년 6월 11일 그가 자신의 51세 생일을 10일 앞둔 채 스태튼아일랜드 캐슬턴에서 사망한 것으로 이끌었다.

## 유산
많은 것들이 톰킨스의 이름을 땄으며 그의 이름을 딴 가장 명성이 있는 것들 중의 어떤 것은 다음과 같다.
- 톰킨스빌 (뉴욕 스태튼아일랜드의 구역)

- 뉴욕주 톰킨스군

- 톰킨스 스퀘어 공원 (뉴욕 맨해튼)

- 대니얼 D. 톰킨스 학교 (스태튼아일랜드)

## 역대 선거 결과
| 선거명      | 직책명                    | 대수 | 정당       | 득표율 | 득표수 (선거인단) | 결과 | 당락                 |
| ----------- | ------------------------- | ---- | ---------- | ------ | ----------------- | ---- | -------------------- |
| 1804년 선거 | 하원의원 (뉴욕 제3선거구) | 8대  | 민주공화당 | 55.53% | 4,040표           | 1위  | 뉴욕주 하원의원 당선 |
| 1807년 선거 | 뉴욕 주지사               | 4대  | 민주공화당 | 53.09% | 35,074표          | 1위  | 뉴욕 주지사 당선     |
| 1810년 선거 | 뉴욕 주지사               | 4대  | 민주공화당 | 54.15% | 43,094표          | 1위  | 뉴욕 주지사 당선     |
| 1813년 선거 | 뉴욕 주지사               | 4대  | 민주공화당 | 52.17% | 43,324표          | 1위  | 뉴욕 주지사 당선     |
| 1816년 선거 | 뉴욕 주지사               | 4대  | 민주공화당 | 54.02% | 45,412표          | 1위  | 뉴욕 주지사 당선     |
| 1816년 선거 | 미국의 부통령             | 6대  | 민주공화당 | 68.16% | 76,592표 (183명)  | 1위  |                      |
| 1820년 선거 | 뉴욕 주지사               | 6대  | 민주공화당 | 49.22% | 45,990표          | 2위  | 낙선                 |
| 1820년 선거 | 미국의 부통령             | 6대  | 민주공화당 | 80.61% | 87,343표 (218명)  | 1위  |                      |